# Will (piłkarz)
Will Robson Emilio Andrade (ur. 15 grudnia 1973) – brazylijski piłkarz występujący na pozycji napastnika.

## Kariera klubowa
Od 1992 do 2008 roku występował w klubach Athletico Paranaense, Remo Belém, Oita Trinita, Consadole Sapporo, Yokohama F. Marinos, Wuhan Huanghelou, América i Al-Sailiya.